# Máximo Villaflor
Máximo Villaflor (Santiago, 25 de agosto de 1843 - Chañaral, 25 de enero de 1904) fue un destacado aduanero, periodista, experto en minería, e historiador chileno.

## Biografía
Villaflor participó activamente en la Revolución de 1859 como soldado del ejército libertador; fue condenado a muerte por el tribunal de guerra al finalizar la revolución.
Máximo Villaflor fue la máxima autoridad de la aduana de Chañaral durante dos décadas, cuando ejerció el cargo de Administrador de Aduana de Pan de Azúcar entre 1860 y 1880.
Fue un experto en temas jurídicos relacionados con la minería. Mantuvo columnas de prensa en el diario El Mercurio de Santiago y tuvo debates históricos con Pedro León Gallo. En sus columnas en el Mercurio, actuó como un gran publicista del norte de Chile frente al centralismo de Santiago, proponiendo la industrialización de la incipiente minería de la época y la colonización del desierto de Atacama.

## Contexto e impacto
En su época Chile terminaba en Taltal y era Pan de Azúcar el puerto y aduana por donde se realizaban las pioneras exportaciones metalíferas de Chile. De la Aduana de Chañaral dependían los puertos de Taltal, Paposo, Pan de Azúcar y la caleta de Mejillones.
A través de su discurso sobre la postulada colonización del desierto, Villaflor inspiró a José Victorino Lastarrias y Benjamín Vicuña Mackenna. En particular instaba al gobierno central a industrializar la actividad extractiva para potenciar las fronteras de Chile frente a sus vecinos, y propuso la colonización del desierto de Atacama como una estrategia de fortalecimiento de la frontera norte de Chile.
Al honor de Villaflor se instaló el Museo Aduanero de Chañaral, que se inauguró en el año 2009.